# Indigofera gracilis
Indigofera gracilis är en ärtväxtart som beskrevs av Spreng.. Indigofera gracilis ingår i släktet indigosläktet, och familjen ärtväxter. Inga underarter finns listade i Catalogue of Life.